# Parental Advisory

Etykieta Parental Advisory Explicit Content

Parental Advisory – komunikat widniejący na fonogramach i wideogramach w Stanach Zjednoczonych informujący o wulgarnych treściach bądź niecenzuralnym języku nadawany przez Recording Industry Association of America (RIAA).
Pierwsze oznaczenia zostały wprowadzone w 1985 roku w wyniku nacisków National Parent Teacher Association i Parents Music Resource Center (PMRC). W 2000 roku na mocy porozumienia pomiędzy RIAA i PMRC etykieta uległa standaryzacji. Pomimo ujednolicenia na części wydawnictw widnieje etykieta w formie Parental Advisory Explicit Lyrics, Parental Guidance lub Extreme Parental Advisory.
Pierwsze albumy muzyczne, które otrzymały oznaczenia to: debiutancki album formacji Danzig, Louder Than Love – Soundgarden, Appetite for Destruction grupy Guns N' Roses oraz As Nasty As They Wanna Be grupy 2 Live Crew. Oznaczenie miało formę naklejki na celofanie. Pierwszy album hip-hopowy, który został opatrzony etykietą Parental Advisory był debiut rapera Ice T zatytułowany Rhyme Pays.
Historia wprowadzenia etykiety została przedstawiona w filmie Uwaga: Ocenzurowane przez rodziców z 2002 roku w reżyserii Marka Watersa.